# Oreophryne anamiatoi
Espèce
Oreophryne anamiatoi est une espèce d'amphibiens de la famille des Microhylidae.

## Répartition
Cette espèce est endémique de la province des Hautes-Terres méridionales en Papouasie-Nouvelle-Guinée. Elle n'est connue que dans sa localité type sur les pentes Nord-Est des monts Muller.

## Étymologie
Son nom d'espèce, anamiatoi, lui a été donné en référence à Jim Anamiato du muséum national de Papouasie-Nouvelle-Guinée pour son aide précieuse durant les différentes expéditions dont celle où fut découverte cette espèce.

## Publication originale
- Kraus & Allison, 2009 : New microhylid frogs from the Muller Range, Papua New Guinea. ZooKeys, vol. 26, p. 53-76 (texte intégral).